# Wybory parlamentarne na Malcie w 2003 roku
W wyborach do Izby Reprezentantów na Malcie w 2003 roku zwyciężyła Partia Narodowa przy frekwencji 96,2%. Do obsadzenia było 65 miejsc w parlamencie.

## Wyniki
|  | Partia                    | Głosy   | Procent | Mandaty |
|  | ------------------------- | ------- | ------- | ------- |
|  | Partia Narodowa           | 146.172 | 51,8    | 35      |
|  | Partia Pracy              | 134.100 | 48,0    | 30      |
|  | Alternatywa Demokratyczna | 1.929   | 0,7     | 0       |